# Ахмед, Башир (хоккеист на траве, 1941)
Башир Ахмед (англ. Bashir Ahmed, род. 1941, Дакка, Британская Индия) — пакистанский и бангладешский хоккеист (хоккей на траве) и футболист, тренер, футбольный и хоккейный судья и функционер.

## Биография
Башир Ахмед родился в 1941 году в городе Дакка в Британской Индии (сейчас в Бангладеш) в районе Махут-Тули.
Окончил правительственную среднюю школу в Арманитоле и Даккский университет. Занимался футболом, хоккеем на траве, лёгкой атлетикой и крикетом.
В 1950-1960-х годах играл в хоккей на траве за «Мохаммедан Спортинг», «Виктория Спортинг», «Бразерс Юнион» и «Национальный банк Пакистана». В 1958 году во время футбольного матча получил серьёзную травму, из-за чего оставил все виды спорта, за исключением хоккея на траве, в который играл ещё десять лет.
Дважды играл за сборную Пакистана по хоккею на траве в товарищеских матчах — в 1962 году против сборной Кении и в 1967 году против Нидерландов.
В 1966 году был признан лучшим спортсменом Восточного Пакистана по версии ассоциации спортивной прессы. В 1980 году был удостоен Национальной спортивной премии Бангладеш.
По окончании игровой карьеры работал тренером женской сборной Бангладеш по хоккею на траве, селекционером сборной Бангладеш, судьёй международной категории по хоккею на траве и национальной категории по футболу. Возглавлял судейский комитет Федерации футбола Бангладеш.
В 1992—1996 годах был генеральным секретарём Олимпийского комитета Бангладеш. Занимался организацией Южноазиатских игр 1993 года в Дакке.
В 2016 году награждён премией Star Lifetime Award.